# Powrót żołnierza
Powrót żołnierza (ang. The Return of the Soldier) – brytyjski dramat filmowy z 1982 roku w reżyserii Alana Bridgesa, zrealizowany na podstawie powieści pod tym samym tytułem z 1918 roku autorstwa Rebeki West. Historia żołnierza wracającego z frontu I wojny światowej, który w jej trakcie stracił pamięć.
Zdjęcia kręcono w angielskim hrabstwie East Sussex (posiadłość Firle Place). Obraz miał swoją premierę w konkursie głównym na 35. MFF w Cannes.

## Fabuła
W 1914 r. grupa brytyjskich żołnierzy pod wodzą kapitana Chrisa Baldry'ego wyrusza na front I wojny światowej. Kapitan żegna się ze swoją żoną. Dwa lata później kapitan na skutek ran traci pamięć. Pierwszą osobą, która się o tym dowiaduje jest jego dawna miłość Margaret Grey. Kilka dni później Chris wraca do domu, ale czuje się obco i nie poznaje swojej żony. Wtedy Margaret bierze go do siebie.

## Główne role
- Julie Christie – Kitty Baldry
- Glenda Jackson – Margaret Grey
- Ann-Margret – Jenny Baldry
- Alan Bates – Chris Baldry
- Ian Holm – Dr Anderson
- Frank Finlay – William Grey
- Jeremy Kemp – Frank
- Hilary Mason – Ward
- John Sharp – Pearson
- Elizabeth Edmonds – Emery
- Valerie Whittington – Beatrice
- Patsy Byrne – Pani Plummer
- Amanda Grinling – Alexandra
- Edward de Souza – Edward
- Michael Cochrane – Stephen
- Vickery Turner – Jessica

## Nagrody i nominacje
35. MFF w Cannes (1982)
- Udział w konkursie głównym – Alan Bridges

Nagroda BAFTA (1982)
- Najlepszy aktor drugoplanowy – Frank Finlay (nominacja)